# Sub Zero Project
Sub Zero Project is een Nederlands producer-deejay-duo, bestaande uit Thomas Velderman en Nigel Coppen.
In 2017 bracht Sub Zero Project "The Project" uit, hun eerste hardstyle-hit, wat ertoe leidde dat zij brede aandacht kregen van de hele scene voor hun gebruik van psy-style kicks vermengd met hardstyle-elementen. Dit ging ook gepaard met een nieuwe live-act, met de nieuwe kenmerkende look van het duo, waarbij hun gezichten werden geschilderd in de vorm van hun logo.
In 2018, als vervolg op "The Project", bracht het duo "The XPRMNT" uit, die ook kwam met een nieuwe live-act met een verandering in kleding die bijdroeg aan het thema van de act.
Zij waren verantwoordelijk voor het Qlimax-Anthem van 2018, "The Game Changer" en zijn daarmee de jongste Qlimax anthem makers in de geschiedenis.
In 2019 namen zij voor de eerste keer deel aan de DJ MAG Top 100 en waren zij de nummer 95 DJ's van de wereld.
In 2019, bracht het duo de "The Contagion" uit, dat diende als de leadtrack voor hun debuutalbum getiteld "Contagion" en tevens hun nieuwe live-act. In minder dan drie maanden bereikte hun debuutalbum meer dan 10 miljoen streams op Spotify.
In 2022 zou Sub Zero Project hun 2e album getiteld "Renaissance of Rave" uitbrengen. Dit album zou de populaire nummers HALO, 200 Beathoven en Soft Ass Shit bevatten.
Het duo is in 2020 geëindigd op de 123e plek in de DJ MagTop 100. In 2021 bereikten zij de 131e plaats.

## Biografie
Nigel Coppen is de oorspronkelijke oprichter van de act "Sub Zero Project". Hij maakte al muziek onder deze naam. Hij kwam in contact met Thomas Velderman via YouTube; ze luisterden naar elkaars tracks en besloten daarna samen te werken. Dat beviel zo goed dat Velderman zich aansloot bij Coppen.
Eind 2013, op 16- en 17-jarige leeftijd tekenden Nigel en Thomas bij het Belgische hardstyle platenlabel Dirty Workz.
Thomas en Nigel volgden beiden een opleiding aan de Herman Brood Academie, waar zij in 2017 beiden hun mbo-diploma Artiest Popmuziek Dance Producer behaalden.
Sub Zero Project is vooral bekend van 'Darkest Hour', 'Our Church', 'Halo' en 'Trip To Mars'. Ze hebben opgetreden op onder andere Tomorrowland, Electric Daisy Carnival, Defqon.1, Ultra Music Festival, Ultra Australia, Medusa Beach Festival en Qlimax.
Sub Zero Project heeft met verschillende artiesten gewerkt, onder andere Timmy Trumpet, W&W, Hardwell, Vini Vici, Coone, Da Tweekaz en Headhunterz.

## Muziekstijl
Hun muziekstijl valt het best te omschrijven als raw hardstyle maar is doorgaans melodieuzer en beïnvloed door de psytrance.

## Discografie[4]
| Nummer                                                | Meewerkende artiest(en)                                                  | Label                                    | Jaar van release |
| ----------------------------------------------------- | ------------------------------------------------------------------------ | ---------------------------------------- | ---------------- |
| Save Me                                               | ft. Rebelion                                                             | Dirty Workz                              | 2024             |
| Invincible                                            |                                                                          | Dirty Workz                              | 2024             |
| Sweet But Psycho                                      |                                                                          | Dirty Workz                              | 2024             |
| LASER                                                 |                                                                          | Dirty Workz                              | 2024             |
| Liberation                                            | Hard Driver                                                              | Dirty Workz                              | 2024             |
| Underground Business                                  | Warface                                                                  | End Of Line                              | 2024             |
| TECHNOBOTS                                            |                                                                          | Dirty Workz                              | 2024             |
| Imma Raver                                            |                                                                          | -                                        | 2024             |
| Maze of Memories (Reverze Anthem 2024)                |                                                                          | Dirty Workz                              | 2024             |
| Refuse To Speak                                       | ft.Bryant Powell                                                         | Dirty Workz                              | 2024             |
| Legends                                               | Showtek & Doktor                                                         | Q-Dance Records                          | 2023             |
| Lose My Mind (Sub Zero Project Remix)                 | Brennan Heart & Wildstylez                                               | I AM HARDSTYLE                           | 2023             |
| We Ignite                                             | Vertile                                                                  | Dirty Workz                              | 2023             |
| LFG PSYCHO                                            | MC Stretch                                                               | Dirty Workz                              | 2023             |
| The Race                                              | Timmy Trumpet & Vini Vici                                                | Tomorrowland Music                       | 2023             |
| Judgement Day                                         | Hardwell                                                                 | Revealed Recordings                      | 2023             |
| Illusions                                             |                                                                          | Dirty Workz                              | 2023             |
| Path Of The Warrior (Defqon.1 2023 Anthem)            |                                                                          | Q-Dance Records                          | 2023             |
| Conquer Your Mind (Apex OST 2023)                     |                                                                          | Dirty Workz                              | 2023             |
| Paradise                                              | W&W                                                                      | Rave Culture                             | 2022             |
| Live Fast Die Young                                   | Rebelion                                                                 | Dirty Workz                              | 2022             |
| Soft Ass Shit                                         | Timmy Trumpet                                                            | Dirty Workz                              | 2022             |
| Mind Of A Warrior                                     | Coone ft. ATILAX                                                         | Dirty Workz                              | 2022             |
| One Last Time                                         | Ran-D                                                                    | Dirty Workz                              | 2022             |
| Nightmare Nirvana                                     | Diandra Faye                                                             | Dirty Workz                              | 2022             |
| Renaissance Of Rave                                   |                                                                          | Dirty Workz                              | 2022             |
| Lions                                                 |                                                                          | Dirty Workz                              |                  |
| Fly With Me                                           |                                                                          | Dirty Workz                              | 2021             |
| Rave Culture 2022                                     |                                                                          | Rave Culture                             | 2021             |
| Trip To Mars (Astronauts)                             |                                                                          | Dirty Workz                              | 2021             |
| Fight As One                                          | Dimatik                                                                  | Sinphony Spinnin' Records                | 2021             |
| BASE                                                  | E-Life                                                                   | Dirty Workz                              | 2021             |
| Sinners Paradise                                      | Rebelion                                                                 | Rave Culture                             | 2021             |
| A New Beginning                                       |                                                                          | Dirty Workz                              | 2021             |
| HALO                                                  |                                                                          | Dirty Workz                              | 2021             |
| Obey No More                                          | Warface                                                                  | Dirty Workz                              | 2021             |
| Enter The Realm (Qlimax 2020 Chapter Soundtrack)      |                                                                          | Q-dance Records                          | 2020             |
| Time Machine                                          | MC Stretch                                                               | Dirty Workz                              | 2020             |
| Project X                                             | Timmy Trumpet and Sub Zero Project                                       | Synphony Spinnin' Records                | 2020             |
| The Silence (Of My Sins)                              |                                                                          | Dirty Workz                              | 2020             |
| The Remedy                                            |                                                                          | Dirty Workz                              | 2020             |
| Rave Into Space                                       |                                                                          | Dirty Workz                              | 2020             |
| Face Of A Champion                                    | Coone                                                                    | Dirty Workz                              | 2019             |
| PSYchopath                                            |                                                                          | Dirty Workz                              | 2019             |
| All For One                                           |                                                                          | Dirty Workz                              | 2019             |
| Break The Game                                        | KELTEK                                                                   | Dirty Workz                              | 2019             |
| The Contagion                                         | Christina Novelli                                                        | Dirty Workz                              | 2019             |
| Patient Zero                                          |                                                                          | Dirty Workz                              | 2019             |
| The Solution                                          | Villain                                                                  | Dirty Workz                              | 2019             |
| Call Of The Sacred                                    | Phuture Noize                                                            | Dirty Workz                              | 2019             |
| Be My Guide                                           |                                                                          | Dirty Workz                              | 2019             |
| All Night                                             |                                                                          | Dirty Workz                              | 2019             |
| The Source                                            | Frequencerz                                                              | Dirty Workz                              | 2019             |
| Amen                                                  | Headhunterz                                                              | Dirty Workz                              | 2019             |
| Darkest Hour (The Clock)                              | D-Block & S-te-Fan                                                       | Dirty Workz                              | 2019             |
| Heroes Of The Night (Intents Festival 2019 Anthem)    | D-Sturb                                                                  | Dirty Workz                              | 2019             |
| Tombs Of Immortality                                  | Ecstatic                                                                 | Dirty Workz                              | 2019             |
| The Game Changer (Qlimax 2018 Anthem)                 |                                                                          | Q-Dance Records                          | 2018             |
| Rockstar                                              | Timmy Trumpet, MCDV8                                                     | Spinnin' Records                         | 2018             |
| Hardstyle Disco (Da Tweekaz x Sub Zero Project Remix) | Yoji Biomehanika                                                         | Dirty Workz                              | 2018             |
| We Are The Fallen                                     | Phuture Noize                                                            | Dirty Workz                              | 2018             |
| Doomed (Sub Zero Project Remix)                       | Headhunterz                                                              | Art of Creation                          | 2018             |
| Our Church                                            | Headhunterz, Released on Headhunterz's album "The Return of Headhunterz" | Art of Creation                          | 2018             |
| The XPRMNT                                            |                                                                          | Dirty Workz                              | 2018             |
| Unity                                                 | LXCPR                                                                    | Dirty Workz                              | 2018             |
| March Of The Rebels                                   | MC Diesel                                                                | Dirty Workz                              | 2018             |
| Basstrain                                             | GLDY LX                                                                  | Dirty Workz                              | 2017             |
| Stand Strong (Q-Base Hangar OST)                      | Meccah Dawn                                                              | Q-Dance Records                          | 2017             |
| DSTNY                                                 | Devin Wild                                                               | Scantraxx                                | 2017             |
| Ready For This                                        | Sub Sonik                                                                | WE R Music                               | 2017             |
| Wake Up                                               | Zatox, Nikkita                                                           | Dirty Workz                              | 2017             |
| Burn (Sub Zero Project Remix)                         | DJ Isaac                                                                 | Dirty Workz                              | 2017             |
| Playing With Fire                                     |                                                                          | Dirty Workz                              | 2017             |
| Here Comes The Boom                                   | E-Force                                                                  | A² Records, Scantraxx Recordz's sublabel | 2017             |
| DRKNSS                                                | Da Tweekaz                                                               | Dirty Workz                              | 2016             |
| Headbanger                                            | Sub Sonik                                                                | Anarchy, Dirty Workz's sublabel          | 2016             |
| The Project                                           |                                                                          | Dirty Workz                              | 2016             |
| In The Shadows                                        | Festuca, X-System                                                        |                                          | 2016             |
| Meltdown                                              | Devin Wild                                                               | Scantraxx                                | 2016             |
| Let The Pistol Go                                     |                                                                          | Anarchy, Dirty Workz's sublabel          | 2016             |
| Raise Your Fist                                       | Sub Sonik                                                                | WE R Music,WE R's sublabel               | 2016             |
| Get Your Hands Up                                     |                                                                          | Anarchy, Dirty Workz's sublabel          | 2015             |
| This Is Madness                                       | Atmozfears                                                               | Anarchy, Dirty Workz's sublabel          | 2015             |
| Funky Shit                                            |                                                                          | Anarchy, Dirty Workz's sublabel          | 2015             |
| Madman                                                | Atmozfears                                                               | A² Records, Scantraxx Recordz's sublabel | 2015             |
| Hit The Funk                                          |                                                                          | Anarchy, Dirty Workz's sublabel          | 2015             |
| Hell On Earth                                         | X-Pander                                                                 | A² Records, Scantraxx Recordz's sublabel | 2015             |
| Vicktore                                              | Devin Wild                                                               | Anarchy, Dirty Workz's sublabel          | 2014             |
| The End                                               |                                                                          | Anarchy, Dirty Workz's sublabel          | 2014             |
| Let's Fight                                           |                                                                          | Anarchy, Dirty Workz's sublabel          | 2014             |
| Fire                                                  | X-Pander                                                                 | Anarchy, Dirty Workz's sublabel          | 2014             |
| Eternal                                               |                                                                          | Anarchy, Dirty Workz's sublabel          | 2014             |
| Scream                                                |                                                                          | Anarchy, Dirty Workz's sublabel          | 2014             |

|    | Nummer                   | Meewerkend Artiest(en) |
| -- | ------------------------ | ---------------------- |
| 1  | Patient Zero             |                        |
| 2  | Darkest Hour (The Clock) | D-Block & S-Te-Fan     |
| 3  | The Contagion            | Christina Novelli      |
| 4  | Break The Game           | KELTEK                 |
| 5  | Be My Guide              |                        |
| 6  | Call Of The Sacred       | Phuture Noize          |
| 7  | Amen                     | Headhunterz            |
| 8  | The Source               | Frequencerz            |
| 9  | All Night                | Bryant Powell          |
| 10 | The Solution             | Villain                |